# Morée ottomane
Pour les articles homonymes, voir Morée.
1460–1829
Entités précédentes :
- Despotat de Morée

Entités suivantes :
- Royaume de Morée ( République de Venise) 1687-1715
- Première République hellénique 1829

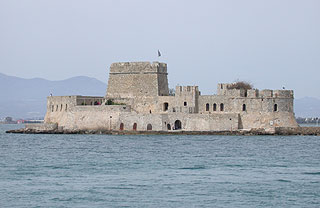
La forteresse de Nauplie.

La Morée ottomane est la presqu'île du Péloponnèse, en Grèce ottomane. Cette province de l'Empire ottoman existe du XVe siècle jusqu'à la guerre d'indépendance grecque (1821-1829), hormis une interruption de 28 ans de 1687 à 1715 lorsqu'elle devient un royaume chrétien vénitien. Elle a, selon les époques, le statut de sandjak (district) ou celui de pachalik ou eyalet (province de premier rang : ایالت موره, Eyālet-i Mōrâ en turc ottoman). Elle a pour capitales successives Corinthe, Leondári, Mistra, Patras, Nauplie et enfin Tripoli en Arcadie.

## Histoire

### La conquête ottomane

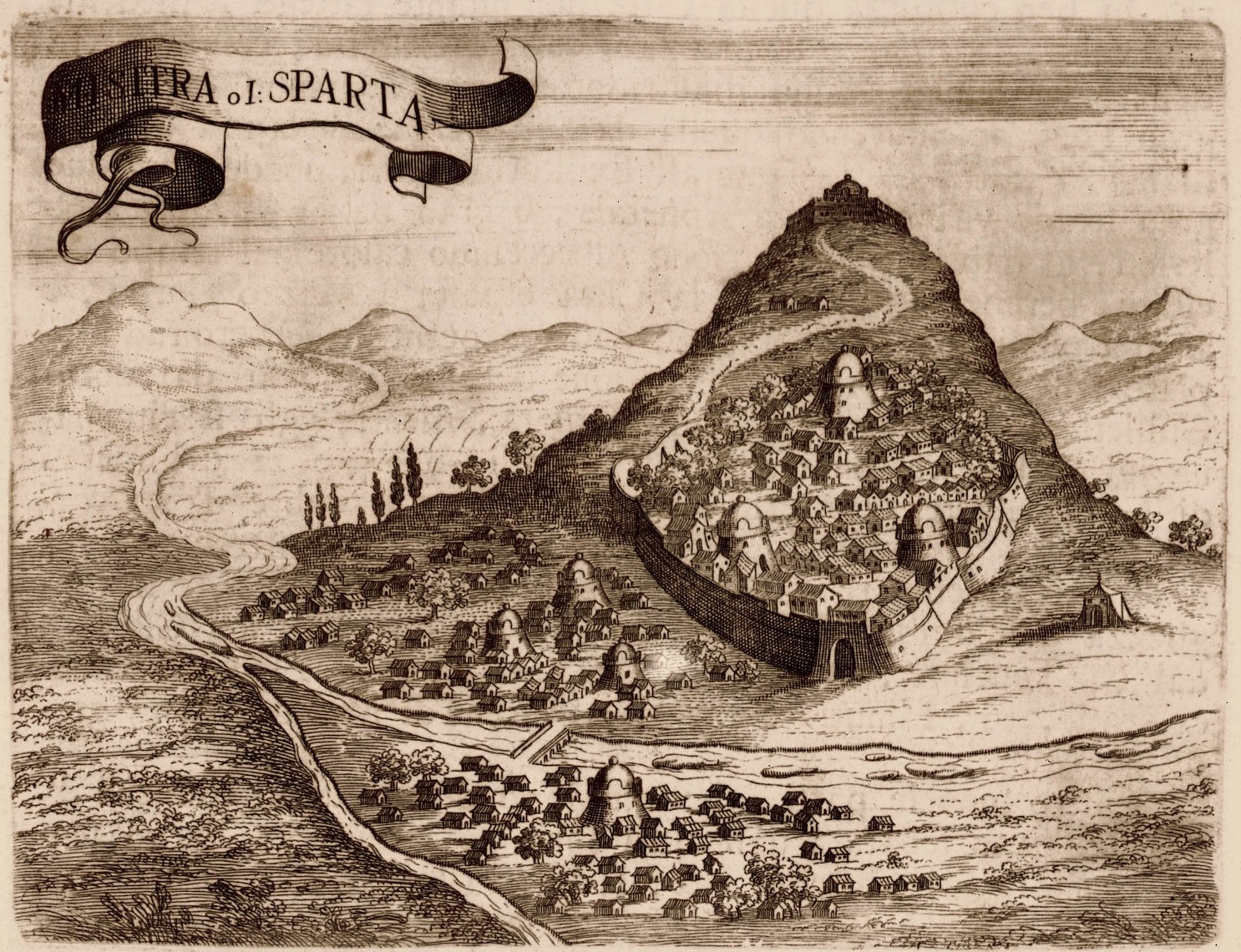
Vue de Mistra par Coronelli, 1686

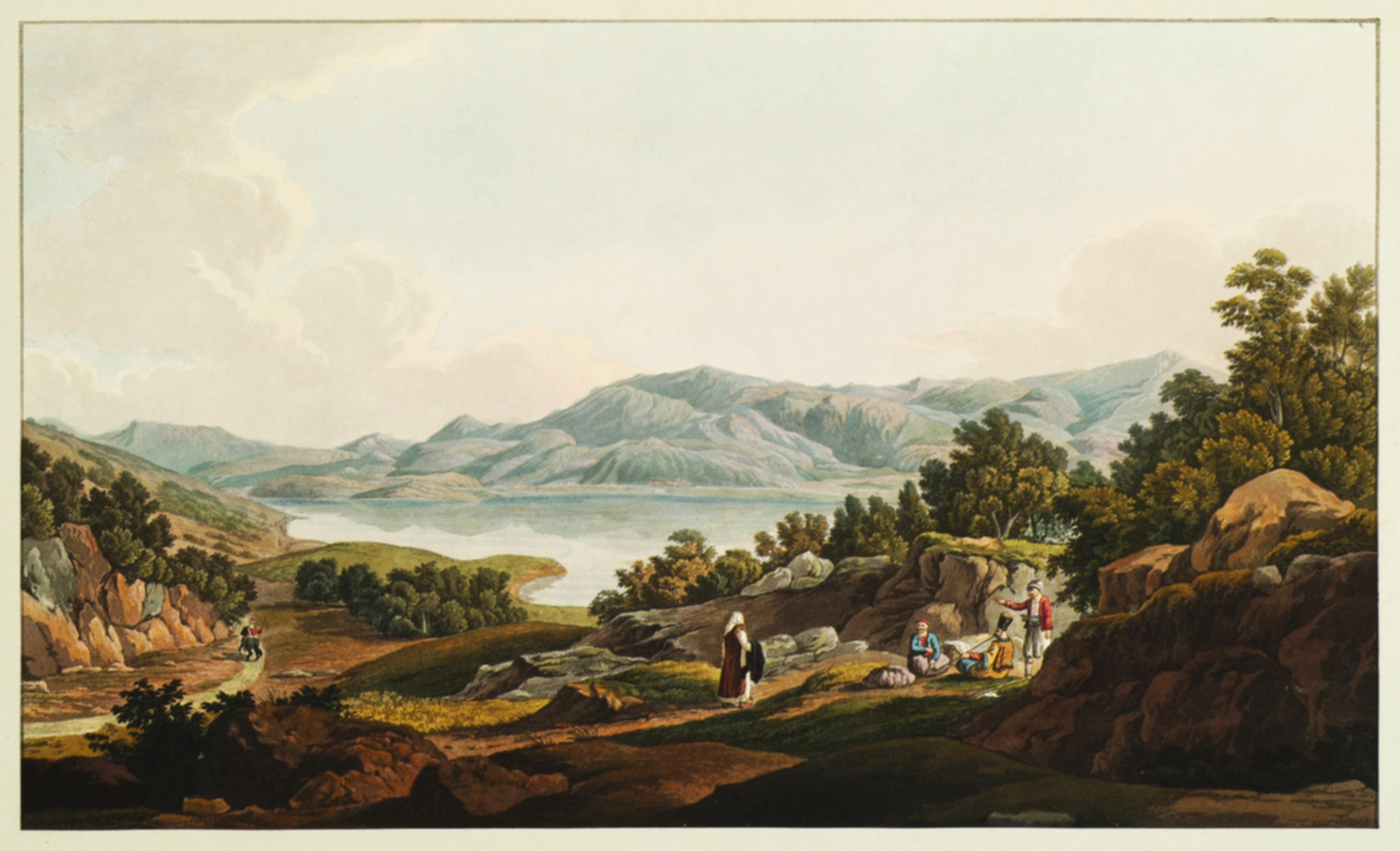
Lac Stymphale en Arcadie par Edward Dodwell, 1819

Le despotat de Morée, État grec détaché de l'Empire byzantin, est conquis par les Ottomans entre 1458 et 1460. Les forteresses vénitiennes de Coron, Modon, Monemvasia et Nauplie sont prises entre 1500 et 1540. Le Péloponnèse devient un sandjak (en turc : Mōrâ Sancağı, « sandjak de Morée ») dépendant du pachalik de Roumélie, dont le nom rappelle l'ancien Empire romain d'Orient. En 1533, le sandjak de Morée, avec d'autres régions de la Grèce insulaire et péninsulaire, est rattaché à une nouvelle province, le pachalik de l'Archipel (en turc : Eyālet-i Cezāyir-i Baḥr-i Sefīd) dont le gouverneur est le capitan pacha, chef de la marine ottomane.
En 1661, pendant la guerre de Candie (conquête de la Crète par les Ottomans), la Morée devient un pachalik séparé.

### L'intermède vénitien
En 1687, pendant la guerre de Morée, les Vénitiens commandés par Francesco Morosini, débarquent et s'emparent du Péloponnèse, puis de l'Attique et de l'Eubée (sandjak d'Eğriboz). Ils établissent dans le Péloponnèse une colonie baptisée « Royaume de Morée ». Au traité de Karlowitz, en 1699, Venise conserve la Morée.

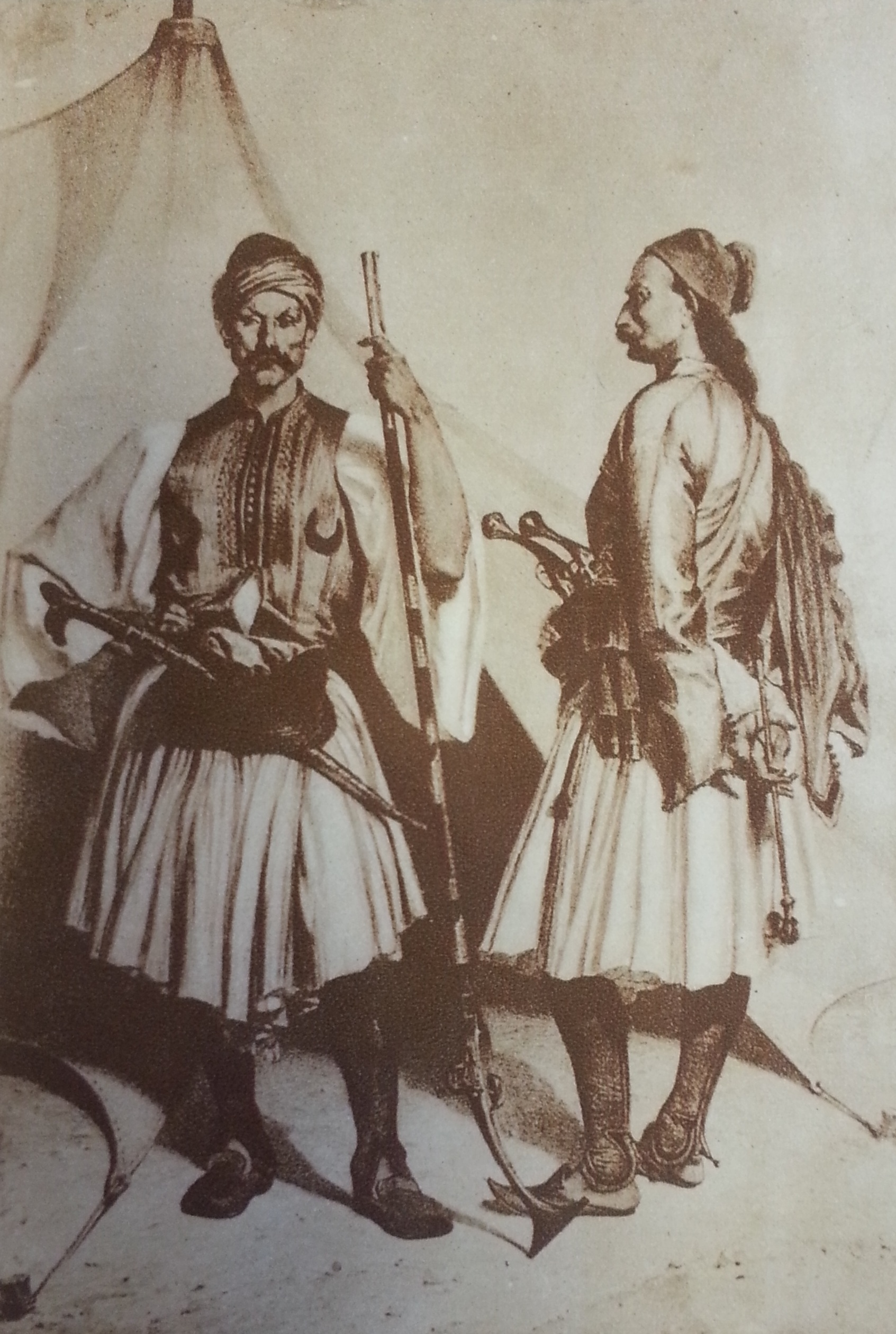
Soldats arnaoutes de l'armée d'Ibrahim Pacha.

En 1715, pendant la guerre vénéto-ottomane de 1714-1718, la Morée est rendue aux Ottomans au traité de Passarowitz.

### Le temps des révoltes
En 1770-1771, la Morée est le principal foyer de l'insurrection grecque contre les Ottomans appelée révolte d'Orlov (en grec moderne : Ορλωφικά) du nom de l'amiral russe Alexeï Orlov dont la flotte fournit un appui aux insurgés. Mais le retrait de la marine russe entraîne l'anéantissement des insurgés.
La Morée est un des principaux champs de bataille de la guerre d'indépendance grecque de 1821-1829. L'un des plus fameux chefs de guerre indépendantistes est le Messénien Theódoros Kolokotrónis. L'Assemblée nationale d'Épidaure (décembre 1821-janvier 1822) est la première direction politique de l'insurrection. De 1825 à 1827, la province est reconquise par les troupes égyptiennes d'Ibrahim Pacha, les insurgés ne tenant plus que Nauplie et Hydra. La Grèce est finalement libérée grâce à une intervention internationale anglo-franco-russe (bataille navale de Navarin en 1827, et expédition militaire française en Morée en 1828-1833). Après le traité de Constantinople (1832), la Morée est rattachée à la première République hellénique.

## Population

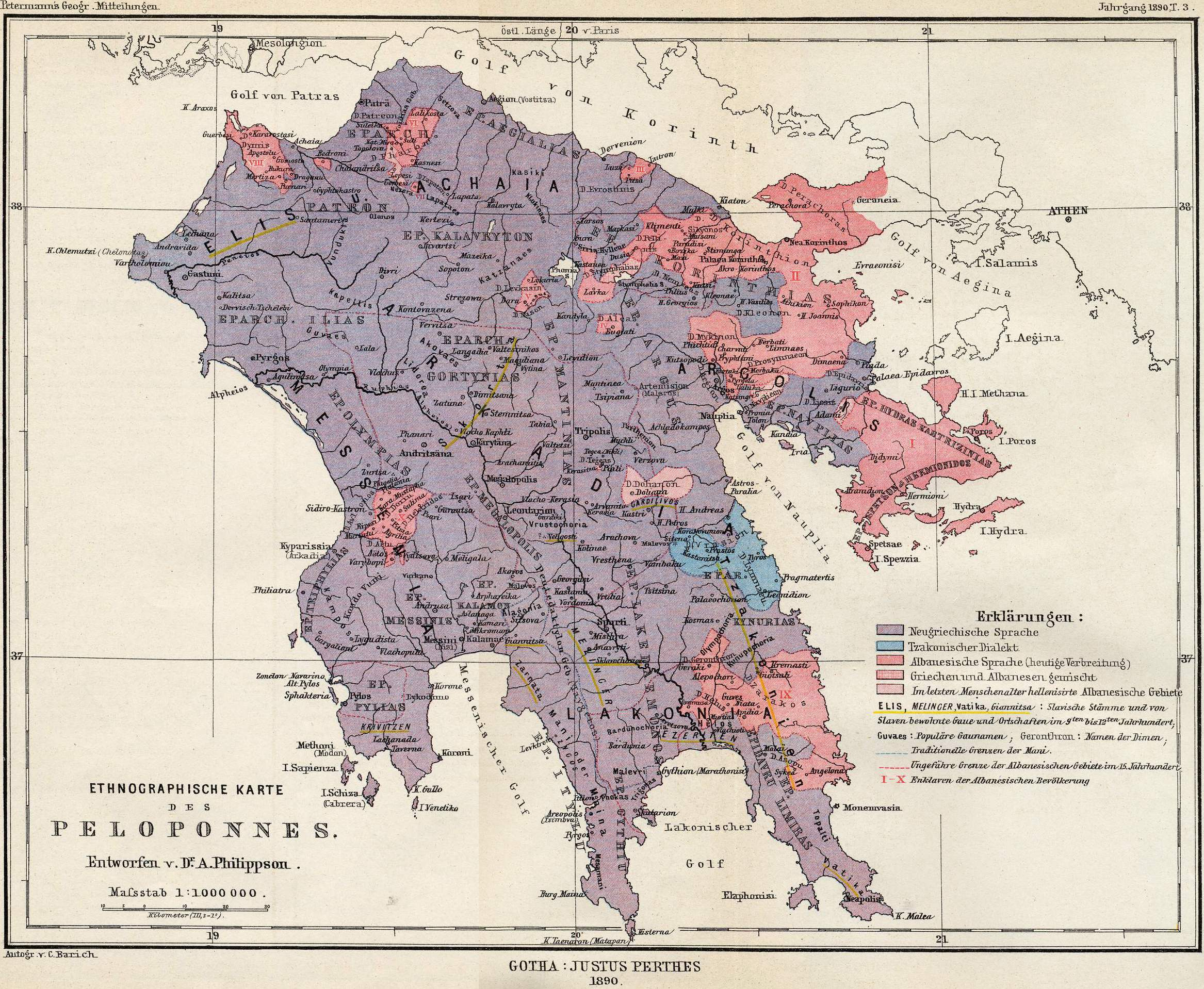
Carte du Péloponnèse de 1890. Les zones en rose correspondent aux régions majoritairement ou en partie albanophones à cette époque.

Le premier recensement ottoman, vers 1520-1530, attribue à la Morée une population de 50 941 foyers (en turc hâne) dont 41 412 (97%) chrétiens, 1 065 (2,1%)  musulmans et  464 (0,9%) juifs, soit un total de 200 000 habitants environ, un foyer comptant en moyenne 4 personnes. La population de la Morée est grecque orthodoxe, d'ascendances diverses comme en témoignent les toponymes de la carte de 1890 ci-jointe qui sont principalement grecs, mais aussi albanais, slaves et valaques, avec notamment une importante présence arvanite (d'Albanais chrétiens, en rose) notamment à Argos et autour, et des communautés juives romaniotes. Tous les orthodoxes font partie de la « nation des Roumis » dont le nom rappelle aussi l'ancien empire romain d'Orient.
Dans la période 1715-1770, en l’absence de recensement précis et compte tenu des fortes variations dues aux guerres, révoltes et épidémies, la population serait de l’ordre de 270 000 habitants dont 245 000 chrétiens et 25 000 musulmans.
L'implantation musulmane est importante par endroits, surtout dans les villes comme Tripoli, mais lors de l'indépendance de la Grèce, les musulmans de Morée se replient au nord de la ligne Aspropotamos–Spercheios. Certaines régions étaient dépourvues de toute présence turque, par exemple la presqu'île du Magne gouvernée par un bey grec.

## Subdivisions
Selon le voyageur turc Evliya Çelebi, au XVIIe siècle, le pachalik de Morée comprenait les sandjaks de Mistra, Patras et Magne dans le Péloponnèse, Naupacte (Lépante) et Karlieli en Grèce centrale, et l'île de Sainte-Maure (Leucade) en mer Ionienne.
Au début du XIXe siècle, il  comprenait les sandjaks suivants :
1. Sandjak du pacha (siège du gouverneur) à Tripoli
2. Sandjak de Navarin (Pylos)
3. Sandjak de Kyparissia (Arcadia)
4. Sandjak de Patras
5. Sandjak de Gastouni
6. Sandjak de Missolonghi (en Étolie-Acarnanie)
7. Sandjak de Corinthe (dont le siège avait été transféré à Nauplie)
8. Sandjak de Coron
9. Sandjak de Mistra
10. Sandjak de Pyrgos

### Sources et bibliographie
- (en) Cet article est partiellement ou en totalité issu de l’article de Wikipédia en anglais intitulé « Morea Eyalet » (voir la liste des auteurs) dans sa version du 19 octobre 2016.